# Sinagoga Central
La Sinagoga Central (en inglés estadounidense: Central Synagogue) es un edificio histórico ubicado en Manhattan, en la Ciudad de Nueva York, en el Estado de Nueva York. El edificio está inscrito en el Registro Nacional de Lugares Históricos desde el 9 de octubre de 1970. El templo es una sinagoga del siglo XIX, de estilo neo-morisco.

## Ubicación
La Sinagoga Central se encuentra en el barrio de Manhattan en las coordenadas 40°45′34″N 73°58′16″O / 40.759444, -73.971111. La Sinagoga Central de Nueva York está ubicada en el número 652 de la Avenida Lexington, en la esquina de la calle 55 Este de Nueva York.

## Historia
El edificio es una sinagoga del siglo XIX, de estilo neo-morisco. El templo se completó en 1873, es una de las sinagogas más antiguas e importantes de los Estados Unidos de América, y es la sinagoga de Nueva York con el mayor tiempo de servicio ininterrumpido. La congregación Ahavath Chesed fue fundada en Nueva York en el siglo XIX, por judíos asquenazíes alemanes, la congregación decidió crear una sinagoga monumental para sus miembros. La construcción del nuevo templo en la céntrica Avenida Lexington fue una afirmación pública de su prestigio, y representó la realización de nuevas ideas en el campo de la integración litúrgica y social. El diseño de la sinagoga fue confiado al arquitecto Henry Fernbach, uno de los primeros arquitectos judíos en alcanzar la fama en Nueva York. Desde 1966, la sinagoga ha sido designada como Monumento Histórico de la Ciudad de Nueva York, y desde 1975 como Monumento Histórico Nacional, en reconocimiento a su valor histórico y artístico. El 28 de agosto de 1998, el interior de la sinagoga fue dañado por un incendio iniciado accidentalmente durante una renovación. El techo no resistió la furia de las llamas, esto provocó la caída de las vigas de soporte. El coro y el órgano estaban completamente perdidos. Se necesitaron tres años para reparar el daño, de modo que el templo pudo reabrirse para el culto el 9 de septiembre de 2001. En 2002, se instaló un nuevo órgano, un trabajo de la compañía Casavant Frères de St. Hyacinthe, Canadá. Desde 1873 hasta hoy, el edificio ha permanecido en uso como un centro del judaísmo reformista estadounidense. La sinagoga central puede presumir de ser la sinagoga de Nueva York con el mayor tiempo de servicio litúrgico.

## Arquitectura
Henry Fernbach diseñó un grandioso edificio neo-morisco, inspirado en las grandes sinagogas reformistas europeas, en particular el Leopoldstädter Tempel, la Gran Sinagoga de Budapest y la nueva sinagoga de Berlín. Fue una novedad absoluta para Nueva York, a pesar de que el Templo Isaac Mayer Wise (ubicado en Plum Street) en Cincinnati ya había ofrecido un precedente importante para las congregaciones americanas reformadas en 1866. Fernbach le dio a Nueva York una sinagoga, cuya magnificencia era insuperable (esto es una valoración subjetiva fuera de lugar que tiene tintes propagandísticos y es absolutamente prescindible), pero cuya forma externa y detalles contrastaban con la mayoría de las otras estructuras religiosas de la ciudad. La fachada tripartita de la sinagoga central está marcada por dos torres coronadas por cúpulas esféricas de cobre dorado. Las bandas horizontales de piedra en tonos contrastantes y los arcos de piedra morisca ayudan a identificar el edificio como una presencia distintiva junto a los edificios circundantes. El interior tiene una planta basilical con una nave central alta y dos pasillos, sobre los que descansan las galerías y el púlpito. El espacio está dividido en seis bahías con diez columnas de hierro fundido. La Bimah conserva el arca original, que está ricamente tallada e incrustada con motivos resaltados en oro coronados por cúpulas en forma de cebolla acabadas en azul claro con estrellas doradas. Sobre la cúpula central hay una Estrella de David dorada. Como en otras sinagogas reformistas, hay un lugar central para el gran órgano de tubos utilizado para la liturgia y los conciertos.